# Championnat du monde de roller in line hockey féminin FIRS 2004

Logo de la compétition

L'édition 2004 du championnat du monde féminin de roller in line hockey fut la 3e édition organisée par la Fédération internationale de roller sport, et s'est déroulé à London (Canada) au Thompson Arena.

## Équipes engagées
| - Allemagne - Australie - Canada | - Espagne - États-Unis - France | - Royaume-Uni - Japon - Mexique | - Nouvelle-Zélande - République tchèque - Singapour |

## Bilan
| 1 | Canada             | Médaille d'or      |
| 2 | États-Unis         | Médaille d'argent  |
| 3 | République tchèque | Médaille de bronze |